# Emmanuel Front
Emmanuel Front (né le 27 janvier 1973 à Vesoul) est un athlète français spécialiste du 400 mètres.
Lors des Championnats du monde en salle de Maebashi, en 1999, Emmanuel Front et ses coéquipiers de l'équipe de France, Fred Mango, Marc Foucan et Bruno Wavelet se classent sixième de la finale du relais 4 × 400 mètres et établissent, à l'occasion, un nouveau record national en salle avec le temps de 3 min 6 s 37. Il participe dès l'année suivante aux Jeux olympiques de Sydney et se classe cinquième du 4 × 400 m.
Son record personnel en plein air sur 400 m est de 45 s 80 (Nice, 2000).

## Palmarès
| Année | Compétition                    | Lieu     | Place | Épreuve   |
| ----- | ------------------------------ | -------- | ----- | --------- |
| 1999  | Championnats du monde en salle | Maebashi | 6e    | 4 × 400 m |
| 2000  | Jeux olympiques                | Sydney   | 5e    | 4 × 400 m |